# Julio César Chávez
Julio César Chávez González (* 12. Juli 1962 in Ciudad Obregón, Sonora) ist ein ehemaliger mexikanischer Profiboxer. Er war Weltmeister im Superfedergewicht (WBC), Leichtgewicht (WBA, WBC) und Halbweltergewicht (WBC, IBF). Mit sechs WM-Titeln in drei Gewichtsklassen zählt er zu den erfolgreichsten mexikanischen Boxern der Sportgeschichte. Das Ring Magazine wählte ihn 2002 unter die „20 großartigsten Boxer der letzten 80 Jahre“, 2011 fand er Aufnahme in die International Boxing Hall of Fame.
Sein Sohn Julio César Chávez junior ist ehemaliger WBC-Weltmeister im Mittelgewicht.

## Boxkarriere
Julio César Chávez wurde von Cristobal Rosas und ab 1994 von Emanuel Steward trainiert, sein Manager war Ramón Felix. Er bestritt sein Profidebüt am 5. Februar 1980 im Alter von 17 Jahren und seinen letzten Profikampf am 17. September 2005 im Alter von 43 Jahren. Er blieb in seinen ersten 90 Kämpfen ungeschlagen, erzielte dabei 89 Siege und 1 Unentschieden, wobei er 77-mal vorzeitig gewann und damit die längste Siegesserie in der Geschichte des Profiboxsports erzielte.
Am 13. September 1984 gewann er im Grand Olympic Auditorium von Los Angeles seinen ersten WM-Titel, den vakanten WBC-Gürtel im Superfedergewicht, durch einen TKO-Sieg in der achten Runde gegen Mario Martínez (Kampfbilanz: 33-1, 20 KO). Der Titel war rund zwei Monate zuvor vom ins Leichtgewicht gewechselten Hector Camacho niedergelegt worden.
Nach diesem Sieg konnte Chávez den Titel neunmal verteidigen:
- 19. April 1985 im The Forum von Inglewood durch TKO in der sechsten Runde gegen Ruben Castillo (60-4, 33 KO)
- 7. Juli 1985 im Riviera Las Vegas durch TKO in der zweiten Runde gegen Roger Mayweather (21-2, 14 KO)
- 21. September 1985 im Riviera Las Vegas durch einstimmige Entscheidung gegen Dwight Pratchett (13-6, 5 KO)
- 15. Mai 1986 im Stade Pierre de Coubertin von Paris gegen Faustino Barrios (32-13, 10 KO)
- 13. Juni 1986 im Madison Square Garden von New York City durch TKO in der siebenten Runde gegen Refugio Rojas (31-12, 19 KO)
- 3. August 1986 im Stade Louis II von Monaco durch Mehrheitsentscheidung gegen Rocky Lockridge (38-4, 32 KO)
- 12. Dezember 1986 im Madison Square Garden von New York City durch einstimmige Entscheidung gegen Juan La Porte (27-6, 14 KO)
- 18. April 1987 im Amphitheater von Nîmes durch TKO in der dritten Runde gegen Francisco Tomás da Cruz (27-1, 14 KO)
- 21. August 1987 im Hipódromo de Agua Caliente von Tijuana durch einstimmige Entscheidung gegen Danilo Cabrera (29-5, 24 KO)

Im Anschluss legte Chávez den Titel nieder und stieg in das Leichtgewicht auf. In seinem ersten Kampf in der neuen Gewichtsklasse gewann er am 21. November 1987 im Las Vegas Hilton auf Anhieb den WBA-Weltmeistergürtel, nachdem er den Titelträger Edwin Rosario (31-2, 27 KO) durch TKO in der elften Runde besiegen konnte. Am 16. April 1988 verteidigte er den Titel im Las Vegas Hilton durch TKO in der sechsten Runde gegen Rodolfo Aguilar (20-0, 10 KO) und gewann am 29. Oktober 1988 im Las Vegas Hilton zusätzlich den WBC-Weltmeistertitel, nachdem er José Ramírez (101-6, 82 KO) durch eine technische Entscheidung in der elften Runde besiegt hatte. Ramírez konnte nach einem unbeabsichtigten Zusammenstoß mit den Köpfen nicht weiterkämpfen und es erfolgte daher ein Auszählen der Punktezettel, auf denen Chávez einstimmig in Führung lag.
Im Anschluss legte er die beiden Titel nieder, um eine weitere Gewichtsklasse, in das Halbweltergewicht, aufzusteigen. Dort schlug er in seinem ersten Kampf am 13. Mai 1989 im The Forum erneut Roger Mayweather (34-5, 23 KO) durch Aufgabe nach der zehnten Runde und wurde dadurch WBC-Weltmeister. Den Titel verteidigte er 1989 jeweils durch TKO gegen Sammy Fuentes (21-6, 17 KO) und Alberto Cortes (44-0, 21 KO), ehe er am 17. März 1990 im Las Vegas Hilton den IBF-Weltmeister Meldrick Taylor (24-0, 14 KO) durch TKO in der zwölften Runde schlagen konnte und dadurch Doppelweltmeister in dieser Gewichtsklasse wurde. Der Kampf war äußerst spektakulär und endete nur drei Sekunden vor Ende der letzten Runde durch Ringrichterabbruch, nachdem Taylor, welcher zu diesem Zeitpunkt nach Punkten in Führung gelegen hatte, schwer zu Boden gegangen war. Das Duell wurde zum Ring Magazine Kampf des Jahres gewählt.
In Titelverteidigungen konnte er im Dezember 1990 Kyung-Duk Ahn (29-1, 14 KO) durch TKO in der dritten Runde und im März 1991 John Duplessis (36-1, 25 KO) durch TKO in der vierten Runde besiegen, ehe er den IBF-Titel niederlegte.
Den verbliebenen WBC-Gürtel verteidigte er im Anschluss noch sechs Mal:
- 14. September 1991 im Mirage Hotel & Casino von Las Vegas durch einstimmige Entscheidung gegen Lonnie Smith (28-3, 14 KO)
- 10. April 1992 im Toreo de Cuatro Caminos von Mexiko-Stadt durch TKO in der fünften Runde gegen Ángel Hernández (37-0, 22 KO)
- 1. August 1992 im Las Vegas Hilton durch TKO in der vierten Runde gegen Frankie Mitchell (29-1, 13 KO)
- 12. September 1992 im Thomas & Mack Center von Las Vegas durch einstimmige Entscheidung gegen Hector Camacho (40-1, 17 KO)
- 20. Februar 1993 im Aztekenstadion von Mexiko-Stadt durch TKO in der fünften Runde gegen Greg Haugen (32-4, 17 KO – Der Kampf ging mit 132.247 Zusehern vor Ort als zuschauerstärkste Boxveranstaltung in die Sportgeschichte ein)[10][11]
- 8. Mai 1993 im Thomas & Mack Center von Las Vegas durch TKO in der sechsten Runde gegen Terrence Alli (52-7, 21 KO)

Am 10. September 1993 wagte er den Aufstieg in das Weltergewicht und boxte im Alamodome von San Antonio ein Unentschieden gegen den WBC-Weltmeister Pernell Whitaker (32-1, 15 KO), wodurch Chávez erstmals nicht als Sieger den Ring verließ.
Seinen WBC-Titel verteidigte er im Dezember 1993 noch durch TKO in der fünften Runde gegen Andy Holligan (21-0, 15 KO), ehe er in seiner 13. Titelverteidigung am 29. Januar 1994 im MGM Grand Hotel von Las Vegas knapp nach Punkten gegen Frankie Randall (48-2, 39 KO) unterlag. Chávez war im Kampfverlauf erstmals in seiner Karriere zu Boden gegangen und hatte aufgrund von Tiefschlägen zwei Punktabzüge erhalten.
Am 7. Mai 1994 gewann Chávez den Titel im MGM Grand Hotel durch eine technische Entscheidung in der achten Runde zurück, nachdem der Kampf aufgrund einer Cutverletzung über dem rechten Auge von Chávez, verursacht durch einen unbeabsichtigten Kopfstoß von Randall, abgebrochen worden war. Randall hatte aufgrund des Kopfstoßes einen Punktabzug erhalten, was Chávez nach Auszählen der Punktezettel den knappen Sieg einbrachte. 1994 verteidigte er den Titel noch durch TKO in der achten Runde gegen Meldrick Taylor (32-3, 18 KO) und durch TKO in der zehnten Runde gegen Tony Lopez (45-4, 32 KO), sowie 1995 jeweils einstimmig gegen Giovanni Parisi (29-1, 21 KO) und David Kamau (26-0, 21 KO).
Am 7. Juni 1996 verlor er den Gürtel im Caesars Palace von Las Vegas durch TKO in der vierten Runde gegen Óscar de la Hoya (21-0, 19 KO), nachdem der Kampf aufgrund einer schweren Cutverletzung über dem linken Auge von Chávez abgebrochen worden war. Nach folgenden Siegen unter anderem gegen Joey Gamache (45-2, 29 KO) und Tony Martin (34-5, 12 KO) erhielt er eine erneute WM-Chance um den vakanten WBC-Titel, der von Óscar de la Hoya niedergelegt worden war. Als sein Gegner wurde Miguel González (42-1, 32 KO) bestimmt, der im Januar 1997 von de la Hoya besiegt worden war. Der Kampf am 7. März 1998 im Plaza de toros Monumental de México in Mexiko-Stadt endete unentschieden.
Am 18. September 1998 boxte Chávez gegen den ins Weltergewicht gewechselten Óscar de la Hoya, der sich hier im April 1997 den WBC-Titel gesichert hatte. Chávez verlor den Kampf im Thomas & Mack Center durch TKO, nach Punkten im Rückstand, durch Aufgabe zwischen der achten und neunten Runde.
Im Oktober 1999 verlor er zudem überraschend einstimmig nach Punkten gegen Willy Wise (23-6, 7 KO), sowie am 29. Juli 2000 im Arizona Veterans Memorial Coliseum durch TKO in der sechsten Runde gegen den WBC-Weltmeister Kostya Tszyu (24-1, 20 KO). Im Anschluss bestritt er bis zu seinem Karriereende 2005 noch fünf Kämpfe und besiegte dabei unter anderem in einem Rückkampf Willy Wise, sowie erneut Frankie Randall und auch Ivan Robinson (32-9, 12 KO). Seinen letzten Kampf verlor er am 17. September 2005 gegen Grover Wiley (29-6, 14 KO).